# Le Voyage Estate
A Le Voyage Estate Gigi D’Agostino 1996-os mixlemeze. A számok többsége megtalálható a Gigi D'Agostino című albumon is.

## Számlista
1. Gigi D'Agostino – Desert 5:04
2. Saccoman – Sunshine dance 3:37
3. Mystic Force – Psychic harmonic 2:53
4. Gigi D'Agostino – Ikeya Seki 3:08
5. Gigi D'Agostino – Gigi's violin 2:10
6. Gigi D'Agostino – Purezza 2:01
7. Gigi D'Agostino – Guitar 1:22
8. Gigi D'Agostino – New year's day 03:30
9. WW3 – Prophecy 3:07
10. With The Guys – Sweet love 4:33
11. Gigi D'Agostino – Elektro message 3:58
12. Gigi D'Agostino – Psicadelica 1:41
13. Gigi D'Agostino – Before 2:38
14. R.A.F. by Picotto & Gigi D'Agostino – Angel's symphony 3:11
15. Gigi D'Agostino – Acidismo 2:53
16. Antico – X-moments theme 3:08
17. Gigi D'Agostino – Paradise 5:46
18. Daylight – Harmosphehere 3:08
19. Unionjack – Fromage frais 4:37